# Guzmania asplundii
Guzmania asplundii är en gräsväxtart som beskrevs av Lyman Bradford Smith. Guzmania asplundii ingår i släktet Guzmania och familjen Bromeliaceae. Inga underarter finns listade i Catalogue of Life.